# Fuentelespino de Moya
Fuentelespino de Moya – gmina w Hiszpanii, w prowincji Cuenca, w Kastylii-La Mancha, o powierzchni 65,72 km². W 2011 roku gmina liczyła 137 mieszkańców.